# Paul Adalhard Buchhorn zu Hofen
Paul Adalhard Buchhorn zu Hofen (* 5. Oktober 1890 in Berlin; † 7. Januar 1938 in Dresden) war ein deutscher Maler. Sein Werk war beeinflusst von der deutschen Romantik. Jedoch sind auch Landschaftsgemälde im Stil der Neuen Sachlichkeit bekannt. Er war mit dem Gemälde Das Rheingold im Richard-Wagner-Museum in Bayreuth vertreten und galt in seiner Zeit als Wagner-Maler. Er war ein enger Freund des Domorganisten Walter Fischer.

## Ausstellungen
- 1926 Teilnahme an der Richard-Wagner-Gedächtnisausstellung in der Berliner Kunsthandlung Amsler & Ruthardt.[2]